# Monkey Island
Monkey Island is een reeks computerspellen van het point-and-click adventure-genre. De eerste vier delen werden ontwikkeld en uitgegeven door LucasArts. Deel 5 werd ontwikkeld en uitgegeven door Telltale Games, deel 6 door Terrible Toybox. De speler bestuurt het personage Guybrush Threepwood en beleeft met hem en andere personages een reeks avonturen in het Caraïbisch gebied in de tijd van de piraten.
De spellen zijn ontwikkeld als samenwerkingsproject van Ron Gilbert, Tim Schafer en Dave Grossman. Gilbert werkte mee aan de eerste twee spellen, alvorens LucasArts te verlaten. Onverwacht kondigde Gilbert op 1 april 2022 aan dat er een zesde deel in de maak is waarin hij betrokken is.

## De Monkey Island-spellen
De reeks bestaat uit volgende spellen:
| Jaar | Titel                              | Algemeen gebruikte afkorting | Ontwikkelaar    |
| ---- | ---------------------------------- | ---------------------------- | --------------- |
| 1990 | The Secret of Monkey Island        | SMI                          | LucasArts       |
| 1991 | Monkey Island 2: LeChuck's Revenge | MI2                          | LucasArts       |
| 1997 | The Curse of Monkey Island         | CMI                          | LucasArts       |
| 2000 | Escape from Monkey Island          | EMI                          | LucasArts       |
| 2009 | Tales of Monkey Island             | TMI                          | Telltale Games  |
| 2022 | Return to Monkey Island            | RMI                          | Terrible Toybox |

Het karakteristieke van de franchise is de absurde humor, de cartooneske stijl van omgeving en personages. Daarnaast bevat het spel tal van bewuste anachronismes zoals liften, verkoopautomaten, achtbanen, telefonie en fototoestellen. Het eerste spel was relatief primitief; de plaatjes werden getekend in een beperkte resolutie en een beperkt aantal kleuren. Bij het tweede deel nam de kwaliteit van de plaatjes toe door de toegenomen capaciteiten van de SCUMM-engine. Ook de muziek was beter door middel van het iMUSE-muzieksysteem, waarbij de kwaliteit sterk afhing van de geluidskaart; met een Wavetable-geluidskaart werden zeer mooie klanken ten gehore gebracht. Het derde spel maakte de overstap van DOS naar Windows en bracht de kwaliteit van de plaatjes omhoog naar SVGA. Bij het vierde deel werd overgestapt op 3D-personages in een 2D-wereld.
Toen "Tales of Monkey Island" werd aangekondigd, besloot LucasArts om het eerste spel opnieuw uit te geven. Het verhaal werd behouden, maar de interface en vormgeving van personages, kleuren, resolutie werd opgetrokken zodat deze beter aanleunen met de rest van de franchise. Ook werden de teksten nu ingesproken. Tegen verwachtingen in, kondigde LucasArts enkele maanden later aan dat ook het tweede deel wordt heruitgebracht In september 2011 verscheen ten slotte nog een dvd met daarop de special versions van de eerste twee spellen en nog wat bonusmateriaal.
| Jaar heruitgave | Titel                                              | Ontwikkelaar |
| --------------- | -------------------------------------------------- | ------------ |
| 2009            | The Secret of Monkey Island Special Version        | LucasArts    |
| 2010            | Monkey Island 2 Special Version: LeChuck's Revenge | LucasArts    |
| 2011            | Monkey Island: Special Edition Collection          | LucasArts    |

## Rode Draad
Doorheen alle spellen is er min of meer een rode draad die in elk deel duidelijk terugkomt:
- Een slechte/negatieve situatie ontstaat meestal door ofwel een stommiteit van Guybrush ofwel door Voodoo/Zwarte magie van LeChuck die expert is in deze materie
- Guybrush dient de situatie ongedaan te maken via een ander Voodoo-ritueel/Witte magie. Hij wordt hierbij in veel gevallen geholpen door de Voodoo-dame.
- Guybrush dient Elaine meermaals te redden uit de handen van LeChuck. Deze laatste wil dat Elaine zijn demonische bruid wordt.

## Personages

### Hoofdpersonages
Er zijn drie hoofdpersonages in Monkey Island: Guybrush Threepwood, Elaine Marley en Kapitein LeChuck. Zij zijn de basis van de plot van elk deel en zijn dicht met elkaar verbonden: zowel LeChuck als Guybrush zijn verliefd op Elaine. Elaine toont enkel haar gevoelens richting Guybrush wat in de ogen van LeChuck leidt tot een driehoeksverhouding.
| Personage           | Omschrijving |
| ------------------- | --- |
| Guybrush Threepwood | Guybrush Threepwood is de protagonist van alle zes de spellen. Op zijn tocht om piraat te worden, wordt hij tot over zijn oren verliefd op Elaine Marley. Hij doorkruist regelmatig het pad van slechterik LeChuck.                                                          |
| Elaine Marley       | Elaine Marley is "het liefdesobject". Guybrush en LeChuck willen affectie van haar. |
| LeChuck             | LeChuck is de slechterik uit de serie. Eerst is hij een geest, later zombie, nog later een demon en in deel 5 voor een tijdje terug een normale mens. Hij is van plan om te trouwen met Elaine en wil de ultieme voodoo-kracht bemachtigen om over de zee te kunnen regeren. |

### Andere personages
Deze personages komen voor in één of meerdere delen. Ze zijn gerelateerd aan de plot en helpen Guybrush regelmatig om zijn doel te bereiken (of hij het nu wil of niet).
| Personage                         | Omschrijving |
| --------------------------------- | --- |
| Bob                               | Een geest-piraat en bemanningslid van de scheepscrew van LeChuck. - SMI: Bob is LeChuck zijn eerste bootsman. Hij waarschuwt LeChuck over de aankomst van Guybrush op Mêlée Island en over zijn vooruitgang gedurende het spel. Bob zijn hoofd zit los en valt daarom regelmatig. - RMI: Bob is gedegradeerd en hangt nu in de masten van het schip van LeChuck als afschrikmiddel. |
| Bugseye, Moose, Noogie en Santino | De bemanningsleden van Coronada de Cava. Ze werden opgeslokt door een reusachtige zeekoe waar ze al jaren in zitten. - TMI: Santino is ondertussen overleden, maar blijft als skelet bij de bende. Omdat ze het leven in de buikholte van de zeekoe zeer goed vinden, willen ze er zo lang mogelijk blijven. Ze zijn ervan op de hoogte dat Coronada de Cava in de mond/keelholte van de zeekoe verblijft. Aangezien ze hem een vervelende man vinden, hebben ze een broederschap opgericht: - Coronada de Cava mag er niet achter komen dat ze in de buikholte van de zeekoe zitten. - Ze hebben het slakkenhuis uit het oor van de zeekoe gehaald zodat deze haar richting is verloren. |
| Captain Dread                     | Een kapitein met dreadlocks. Hij heeft Jamaicaanse roots. - MI2: Guybrush chartert zijn schip om te reizen naar andere eilanden. |
| Carla                             | Oorspronkelijk was ze de zwaardmeester van "Mêlée Island" en woonde op een geheime locatie. - SMI: De winkelier brengt Guybrush ongewild tot bij Carla. Carla wordt lid van Guybrush zijn bemanning nadat ze door hem werd verslagen in een partij zwaardvechten. Ze muit met de rest van de bemanning zodra ze vertrekken. - EMI: Ze wordt terug lid van de bemanning in ruil voor eens ambtenarenjob. - RMI: Ze is nu de gouverneur van "Mêlée Island" en bijhorende eilanden. |
| Coronada de Cava                  | Hij is een ontdekkingsreiziger die jaren geleden is vertrokken. - TMI: Hij heeft een liefdesrelatie met de voodoo-dame. Om zijn liefde te bewijzen, is Coronada jaren geleden op zoek gegaan naar "La Esponja Grande". Hij had vier bemanningsleden: Santino, Bugseye, Moose en Noogie. Hun schip werd opgeslokt door een reusachtige zeekoe. Coronada verblijft in de mond/keelholte van de zeekoe tot wanneer de zeekoe naar de paargronden gaat, wat om de een of andere reden niet gebeurt. Hij is ervan overtuigd dat zijn bemanningsleden zijn omgekomen. Hij heeft een schuldgevoel en hoort in zijn gedachten zijn bemanningsleden nog roepen. |
| Griswold Goodsoup & Family        | De familie Goodsoup had een hotelketen in en rondom de Caraïben: - CMI: Het meest bekende en prominente hotel ligt op Blood Island. Het wordt uitgebaat door het laatst overblijvende levende familielid: Griswold Goodsoup. Minnie Stronie Goudsoup leeft als geest in de familietombe. Goodsoup betekent letterlijk "goede soep". In de stamboom van de familie Goodsoup vinden we mensen terug die genoemd zijn naar een soep zoals Minnie Stronie Goodsoup (Minestrone), baron Chowder Goodsoup (een Amerikaanse soep op basis van vis en mosselen), graaf Gazpacho (Gazpacho-soep), Hertogin Cream of Goodsoup (roomsoep), ... |
| Herman Toothrot                   | Een oude, gestrande kluizenaar die Guybrush ontmoet op Monkey Island. Het is snel duidelijk dat hij aan geheugenverlies lijdt en vormen van dementie vertoont. Herman accepteerde zijn nieuwe levensstijl. Hij vult zijn tijd met mediteren en als hij personen ontmoet (meestal de kannibalen) speelt hij met hen gedachtenspelletjes. In deel 4 komt de ware identiteit van Herman naar boven. - SMI: Guybrush ontmoet Herman op "Monkey Island". Volgens een gevonden dagboek was Herman twintig jaar geleden op zoek naar het "geheim van Monkey Island". De schatkaart bleek echter een voodoo-recept te zijn waardoor hij en zijn scheepsmaat op Monkey Island belandden. Nadat zijn maat stierf, bouwde Herman een schip. In plaats van zelf te vertrekken, zette Herman apen op de boot die hulp moesten gaan halen. De apen zijn nooit teruggekeerd. Herman leeft in onmin met de kannibalen omdat het niet duidelijk is welk materiaal van wie is. - MI2: Herman is nu op Dinky Island. In dit spel vraagt Herman aan Guybrush: "Welke kleur heeft een boom die in een bos omvalt als niemand hoort dat de boom in kwestie is omgevallen?" Guybrush zegt uiteindelijk "Deze kan alle kleuren hebben". Het antwoord van Herman: "Filosofie is niet meer dan tijdsverlies. Veel studenten hebben er jaren voor nodig om te leren wat jij zonet in 10 minuten hebt gedaan." Herman heeft niet echt een rol in dit spel en is eerder een red herring. - EMI: Herman is nu weer op Monkey Island. Hij krijgt zijn geheugen terug en vertelt een ander levensverhaal. In werkelijkheid is hij de ex-gouverneur van "the Tri-Island area". Zijn echte naam is "Horatio Torquemada Marley". Hij is dus de grootvader van Elaine. De naam "Herman Toothrot" had hij ontleend aan initialen die in zijn eigendom stonden. Horatio was op zoek naar "de ultieme belediging" in dezelfde periode als Ozzie Mandrill. Ozzie en LeChuck dreven het schip van Horatio in een grote draaikolk. Horatio belandde op Monkey Island met geheugenverlies. Het nieuwe verhaal van Horatio leidde tot kritiek vanuit de spelersgemeenschap wegens inconsistentie. In MI2 komen we te weten dat LeChuck en Horatio zo'n drie jaar eerder op zoek waren naar de schat van Big Whoop. LeChuck was de eerste die Big Whoop bereikte en daardoor een ondode werd. Horatio trachtte hem te stoppen, maar faalde. Daarom verscheurde hij de map van Big Whoop in vier stukken waarvan hij er zelf één in bewaring nam. Wanneer LeChuck als ondode terug naar Horatio ging, bood hij hem oneindig leven aan in ruil voor een stuk van de map. Omdat Horatio dit niet wilde, werd hij door LeChuck op een boot gezet die in een draaikolk terechtkwam. LeChuck vermoordde de andere bemanningsleden in zijn zoektocht naar de vier kaartstukken. - RMI: Guybrush valt op Terror Island tijdens een tocht in een grot door een spelonk enkele meters naar beneden. In dat deel van de grot vindt hij Herman die beweert daar al minstens tien jaar te zijn. Herman lijdt terug aan dezelfde vormen van dementie als in SMI en MI2. Als Guybrush een uitweg vindt, wil Herman hem in ruil een voorwerp geven waar eerstgenoemde naar op zoek is. Guybrush komt in bezit van dat voorwerp en vindt de uitgang, zonder Herman. Het spel verplaatst zich dan even naar het heden waar Boybrush vraagt wat er met Herman is gebeurd. Het antwoord van Guybrush: het lot van Herman behoort niet tot dit verhaal. Later in het spel wordt duidelijk dat Elaine Herman heeft kunnen bevrijden uit de grot. Guybrush noch Herman refereren naar de gebeurtenissen in EMI. |
| Ignatius Cheese                   | Eigenaar van de Scumm Bar op Monkey Island tijdens EMI. Hij kocht de Scumm Bar over van een zekere Ron. Ignatius wordt lid van de bemanning van Guybrush nadat hij verliest met armworstelen. Later verkoopt hij de bar aan LeChuck en Ozzie Mandrill. |
| Kannibalen                        | De kannibalen heten Red Skull, Sharptooth en Lemonhead. - SMI: ze wonen op Monkey Island. Guybrush wordt door hen opgesloten nadat hij een banaan van hen steelt. Later helpen ze hem en maken een spray die geesten vernietigt. - CMI: ze zijn verhuisd naar Blood Island omdat ze overlast ondervonden van "Carnival of the Damned". Nu leven ze als vegetariërs en vereren de lactose-intolerante vulkaangod Sherman. |
| Largo LaGrande                    | Een aanhanger van LeChuck die op zoek is naar een stoffelijk overschot van hem. - MI2: Largo is de bullebak van "Scabb Island". Hij zorgt ervoor dat geen enkel schip kan vertrekken of aanmeren. Uiteindelijk vindt hij de "levende baard van LeChuck" die Guybrush als trofee had behouden. Largo LaGrande: beide woorden zijn afgeleid van het woord lang. Eigenlijk staat er "Lange de Lange". In werkelijkheid is Largo klein van gestalte. |
| Marquis de Singe                  | Hij was ooit hofarts van de Franse koning Lodewijk, maar werd ontslagen na fokexperimenten met de poedels van de koningin. Hij is bekend vanwege ongewilde/onnodige amputaties bij zijn patiënten. - TMI: Hij heeft een praktijk op "Flotsam Island". Hij wil de pokken van LeChuck onderzoeken omdat deze de bron van oneindig leven bevatten. Wanneer Guybrush zijn hand geïnfecteerd is met de pokken, gaat hij op consult bij Marquis de Singe. Deze laatste wil Guybrush zijn hand afkappen, maar Guybrush kan ontsnappen. Marquis de Singe doet daarom een beroep op Morgan le Flay: zij moet Guybrush uitleveren aan hem. Uiteindelijk komt de Marquis om ten gevolge van een "ongeluk". "Singe" is het Franse woord voor het Engelse woord "Monkey" (en het Nederlandse woord "aap"). |
| Meathook                          | Een kale man die zijn handen heeft verloren nadat "het meest woeste beest" hem heeft gebeten. Nu heeft hij enkel haken als handen. Meathook heeft een tatoeage in de vorm van een schedel. Omdat hij kan buikspreken geeft hij de illusie dat de tatoeage kan spreken. - SMI: Hij wordt lid van de bemanning van Guybrush, maar muit met de rest van de crew. - EMI: Hij keert terug als schilder van kunstwerken uit was. |
| Morgan LeFlay                     | Ze is een gevreesde huurmoordenares. - TMI: Ze wordt door Markies de Singe ingehuurd om Guybrush te vangen. Daar ze grote fan is van Guybrush, heeft ze moeite om hem uit te leveren. Ze wordt uiteindelijk vermoord. In het hiernamaals offert ze zich op zodat Guybrush terug kan keren naar de levende wereld. Ook helpt ze in het gevecht om LeChuck te vernietigen. |
| Murray                            | Hij is een pratende schedel zonder skelet. Hij tracht de wereld te veroveren. Hij helpt Guybrush soms zonder het te beseffen of door zich te verklappen. - CMI: Murray is lid van "LeChuck's leger van skeletten". Guybrush vist de schedel van Murray uit het water. - EMI: Hij is "portier" van "Planet Threepwood" - TMI: Guybrush vindt Murray in een schatkist die werd opgeslokt door een enorme zeekoe. Daar plaatst Guybrush hem op het skelet van Santino, een overleden bemanningslid van Coronada de Cava. - RMI: Guybrush vindt hem op de boot van LeChuck en heeft hem nodig voor het voodoo-recept om Monkey Island te bereiken. |
| Otis                              | Hij zit meestal opgesloten in een cel omdat hij beschermde bloemen heeft geplukt. Hij beweert steeds dat hij onschuldig is en dat hij "een slachtoffer van de maatschappij" is. Andere mensen trachten hem te bevrijden door hem bijvoorbeeld stokbrood te geven met daarin metaalzagen verwerkt. Otis snapt niet dat hij hiermee de tralies kan doorzagen. Hij lijdt aan hallucinaties en haat ratten. - SMI: hij wordt bemanningslid van Guybrush, maar wordt achtergelaten op Monkey Island. - EMI: hij wordt terug bemanningslid in ruil voor een ambtenarenjob. - RMI: hij zit terug in de gevangenis. Guybrush kan hem doen ontsnappen, maar later in het spel zit hij alweer opgesloten. |
| Ozzie Mandrill                    | Een makelaar uit Sydney. - EMI: Hij wil de ganse Caraïben opkopen en omtoveren tot een toeristenvriendelijk-paradijs. Hij wil "de ultieme belediging" vinden om van de piraten een hardwerkende maatschappelijke populatie te maken. Ozzie wordt vermoord door LeChuck. |
| Pegnose Pete                      | Een inwoner van Lucre Island. Zijn neus werd ooit door een eend afgebeten. - EMI: Hij wordt ingehuurd door Ozzie Mandrill om de bruidsschat van de familie Marley te stelen. Hij verkleedt zich als Guybrush en overvalt de bank. |
| Reginald Von Winslow              | Hij is kapitein van het schip Screaming Narwhal omdat hij de vorige kapitein van het dek heeft verdreven. Hij is mogelijk homoseksueel. Reginald geeft toe dat hij verliefd is op een Vaycayliaan, maar wil niet onthullen of dat een man of vrouw is. Ook lijkt hij uit dubbelzinnige dialogen affectie te hebben voor Guybrush. - TMI: Reginald blijft kapitein tot het moment dat iemand anders in staat is hem te verdrijven, waarin Guybrush slaagt. Hij wordt gedurende het ganse spel de stuurman van Guybrush. |
| Stan                              | Een snelsprekende, snelbewegende verkoper die steeds met zijn armen zwaait. Hij is eigenaar van meerdere zaken en heeft meerdere beroepen. Het is duidelijk dat Stan niet echt een expert is in wat hij doet: - SMI: Stan Peviously Used Boats: verkoper van tweedehandsboten - MI2: Stan's Previously-Owned Coffins: verkoper van gebruikte doodskisten Stan's Kozy Krypts: verkoper van "gezellige" crypten Stan's Casual Crosses: verkoper van grafkruisen - CMI: Mutual of Stan: makelaar van levensverzekeringen - EMI: Stan's Real Estate Emporium: makelaar van vastgoed onder contract van timesharing - TMI: Stan's Courtroom Souvenir Emporium: uitbater van een souvenirshop Stan's prosecutor: als openbare aanklager - RMI: Hij zit in de gevangenis omwille van onder andere fraude en het opzetten van piramideconstructies. Wanneer hij een gevangenisstraf van 10 jaar krijgt, ontsnapt hij met de hulp van Guybrush. Uit dankt ontwerpt Stan een marketingcampagne voor een product tegen schurft. - Andere shops die hij vermeldt, maar die niet specifiek in de spellen zichtbaar zijn: Stan's Previously-Owned Restaurant Supply: een winkel met tweedehands materiaal dat men in een restaurant gebruikt StanTech: verkoper van asbest dat betoverd is met voodoo Stan draagt een blauwe jas met een ruitmotief. Omwille van technische beperkingen werd de sprite in de allereerste versie van "The Secret of Monkey Island" zo gemaakt dat de ruiten niet met Stan zijn bewegingen meevloeien. Als Stan beweegt, bewegen de contouren van de jas ook, maar de ruiten blijven op dezelfde plaats. Gezien het beperkte aantal kleuren en resolutie viel dit destijds ook niet echt op. Men heeft het ontwerp van deze jas behouden in alle opvolgende spellen en remakes. Gezien grafische kaarten later een veel betere resolutie hadden, een enorm uitgebreid kleurenpalet hebben en tekeningen tot in de details kunnen weergeven, gaf dit In "Escape from Monkey Island" onverwacht meldingen bij de supportdienst van LucasArts en op diverse internetforums: veel spelers dachten dat er ergens een fout in de animatie zat of een incompatibiliteit was met hun videokaart of computer. Dit was echter niet zo gezien de jas zo werd ontworpen door de programmeurs van het spel. Dit is ook de reden waarom Guybrush in "Tales of Monkey Island" het bizarre gedrag van de jas vermeldt en dat hij graag een jas met zulk effect wil hebben. |
| Vaycaylianen                      | Dit zijn meerminnen/meermannen die in de zee rond de Jerkbait eilanden wonen. Ze hadden zich evolutionair zo ontwikkeld dat ze op land konden leven (vandaar de Vaycayliaanse monumenten op Flotsam Island). Op zeker ogenblik zagen ze in dat het leven in zee beter was en zijn ze teruggekeerd. Ze hebben zich toen "de-evolutionair" terug aangepast. Hun sekse kan men niet direct afleiden: noch aan hun uiterlijk, hun stem of hun naam. Ze voelen zich naast soortgenoten ook seksueel aangetrokken tot mensen. In het spel wordt ook vermeld dat de Vaycaylianen 1000 verschillende termen hebben om wind te beschrijven, maar geen woorden hebben voor man en vrouw. Reginald Von Winslow heeft in het geheim een relatie met een Vaycayliaan, maar wil niet zeggen of het een man of vrouw is. De Vaycaylianen hebben tunnels gegraven van zee naar de eilanden, waardoor men ze op de eilanden in waterplassen kan vinden. Hun hoofdstad/hoofdeiland is 'Spinner Cay'. Hun koning (of koningin?) is Beluga. - TMI: De Vaycaylianen zijn in het bezit van enkele artefacten waarmee men 'de legendarische zeewezens' kan oproepen. Deze wezens zijn in staat om de paargronden van de zeekoeien te vinden. |
| Voodoo-dame                       | De Voodoo Lady komt voor in alle spellen als gids van Guybrush. Haar rol - SMI: Guybrysh vindt in haar voodoo-shop op Mêlée Island "de rubberen kip met de hendel in het midden". Ze voorspelt dat Guybrush naar Monkey Island reist en een grote apenkop zal binnengaan. Hij zal door de kannibalen ofwel worden opgegeten ofwel worden geholpen. - MI2: Nu baat ze een shop uit op Scabb Island. Ze maakt een voodoo-pop waarmee Guybrush in staat is om Largo LaGrande te verdrijven. Daarnaast bezorgt ze Guybrush een boek over de legende van "Big Whoop" - CMI: De Voodoo-dame woont nu op Plunder Island. Ze tracht de plot tussen het tweede en derde spel uit te leggen. Ze geeft ook instructies hoe de vloek van de diamanten ring op te heffen. - EMI: Hier is de Voodoo-dame terug verhuisd naar Mêlée Island. Ze informeert Guybrush over "de ultieme belediging" en helpt hem met het vinden van de attributen. - TMI: Hier is de Voodoo Lady in eerste instantie informant aan de lokale krant op Flotsam Island. Ze vertelt Guybrush hoe hij een remedie kan vinden voor de "pokken van LeChuck". Doordat LeChuck haar dagboek heeft gelezen, wordt ze in de rechtbank veroordeeld omdat ze verantwoordelijk is voor elk incident dat er in de Caraïben is gebeurd sinds "Secret of Monkey Island". - RMI: De Voodoo Lady houdt uitverkoop omdat ze stopt met haar zaak omwille van een concurrent. Ze vermeldt dat ze Corina heet. De voodoo-dame zegt in SMI dat ze een onbreekbaar contract heeft met LucasArts om in minstens 5 spellen te verschijnen. Na bijna 20 jaar werd dit ongeveer verwezenlijkt: deel 5 werd niet door LucasArts, maar wel door TellTale Games gemaakt. |
| Wally B. Feed                     | Een rossige, milde man die oorspronkelijk woonde op Scab Island. - MI2: Wally is cartograaf en helpt Guybrush om een schatkaart te restaureren. Uiteindelijk wordt hij ontvoerd door LeChuck. - CMI: Hij werd gehersenspoeld door LeChuck en leeft nu als piraat "Bloodnose." - RMI: Hij heeft nu een winkel op Mêlée Island. |

## Locaties

### The Secret of Monkey Island
| Eiland        | Omschrijving | Bestuur       |
| ------------- | --- | ------------- |
| Hook Island   | Een klein eilandje vlak bij Mêlée Island dat enkel bereikbaar is over een kabelbaan-met-katrol. Meathook baatte er een hotel uit, maar kwam er achter dat hij dat niet graag deed. Nu vult hij zijn tijd met schilderen en buikspreken. Hij is in het bezit van een "gevaarlijk dier" dat ooit zijn handen afbeet waardoor hij nu haken als protheses heeft. | Elaine Marley |
| Mêlée Island  | Dit is het hoofdeiland van de Tri-Island Area met als belangrijkste locaties: - de SCUMM-Bar: een café voor piraten waar men grog schenkt. Het is ook de hoofdlocatie van de piratenleiders. - de gereedschapswinkel waarvan de eigenaar weet waar de Zwaardmeester woont - een kerk: hier wil LeChuck met Elaine trouwen - een gevangenis - een Voodoo-shop uitgebaat door de Voodo-dame. - Stan's-reeds-gebruikte-boten-winkel - een circus waar Guybrush geld verdient omdat hij als vrijwilliger wordt afgeschoten als levende kanonskogel - een school waar Kapitein Smirk leerlingen leert zwaardvechten - De verborgen woonplaats van de Zwaardmeester. - De uitkijkpost waar een blinde man wachter is - De trollenbrug: wordt bewaakt door een trol. De brug oversteken is enkel mogelijk na het geven van een gift. - De ambtswoning van de gouverneur dewelke in het eerste spel bewaakt wordt door Piranha-poedels. - Het dichte naaldbos waar Guybrush zijn “zwaardkunsten” uitoefent op de rondlopende piraten. | Elaine Marley |
| Monkey Island | De exacte locatie is ongekend. Guybrush geraakt op Monkey Island door middel van een voodoo-recept waarbij hij buiten bewustzijn geraakt. Wanneer hij ontwaakt, ligt zijn boot voor de kust van het eiland. De belangrijkste locaties zijn: - Zuiden: voornamelijk oerwoud - Westen: een vulkaan - Oosten: een stenen monument in de vorm van een enorm apenhoofd. - Noorden: Een kannibalen-stam. | Geen bestuur  |

### Monkey Island 2: LeChuck's Revenge
| Eiland       | Omschrijving | Bestuur                               |
| ------------ | --- | ------------------------------------- |
| Booty Island | De belangrijkste locaties - Een residentie van Elaine Marley waar het steeds Mardi Gras - Stan baat hier een winkel met tweedehands doodskisten uit - antiekwinkel - Er is een winkel met verkleedkleren. - In het oerwoud staat een vreemde boomhut - In het zuiden zijn er steile kliffen - Er is ook een speekselwedstrijd | Elaine Marley                         |
| Dinky Island | - MI2: Dinky Island is een klein eiland dat wordt bewoond door kluizenaar Herman Toothrot. Op dit eiland zou de legendarisch schat "Big Whoop" verborgen liggen. Onder Dinkey Island ligt een labyrinth van onderaardse gangen. | Geen bestuur                          |
| Mêlée Island | Via de onderaardse gangen van Dinky Island geraakt Guybrysh op het einde van het spel terug op Mêlée Island. | Elaine Marley                         |
| Peninsula    | Een schiereiland van Scabb Island en woonplaats van Captain Dread. | Anarchisme                            |
| Phatt Island | De belangrijkste locaties - de hoofdstad Phatt City met - Gevangenis: Er is slechts één grote, gespierde agent met zwaard, grote helm en pistool. De gevangenis wordt bewaakt door zijn hond Walt. - Bibliotheek - Visstanden - Gokstand - de villa van de dictator L. Phatt - de waterval heeft een verborgen doorgang naar een kleiner eiland waar de alcoholverslaafde Rum Rogers Jr in een hutje woont. | De obese dictator gouverneur L. Phatt |
| Scabb Island | Oorspronkelijk werden hier enkel piraten gedropt met huidziekten. Nu wordt het bewoond door anarchistische, vreedzame piraten. Het eiland wordt geterroriseerd door Largo LaGrande. Hij troggelt het geld van de andere piraten af en zorgt ervoor dat er geen schepen kunnen aanmeren of vertrekken. Op Scabb Island is het altijd donker. De belangrijkste locaties: - De hoofdstad Woodtick met - Woodtick Woodshop: een timmerman - Café-Restaurant "The Bloody Lip" - Droogkuis - Cartograaf Wally - Hotel "Swamp Rot Inn" - een strand - Steamin' Weeinie: een hotdog-winkel uitgebaat door Rapp Scallion - "International House of Mojo", uitgebaat door de voodoo-dame - een kerkhof | Anarchisme                            |
| naamloos     | Het privé-eiland van de alcoholverslaafde Rum Rogers Jr | privé-bezit                           |

### The Curse of Monkey Island
| Eiland         | Omschrijving | Bestuur                                                        |
| -------------- | --- | -------------------------------------------------------------- |
| Blood Island   | Op het eiland is: - De actieve vulkaan Acidophilus wiens vulkaangod Sherma wordt aanbeden door de vegetarische kannibalen. Zij hebben Monkey Island verlaten omdat ze overlast hadden van het pretpark 'Carnival of the Damned'. - Goodsoup Family Resort: een hotel dat eigendom is van de familie Goodsoup. Tot de komst van de kannibalen was dit het beste hotel uit heel de Caraiben. Het hotel had een beroemde barbecue die werd verwarmd met een constante lava-rivier die onder de barbecue liep. De kannibalen hebben een manier gevonden waardoor de vulkaan geen lava meer produceert. - een vuurtoren - een windmolen - een kerkhof: in een van de crypten is Mutual of Stan. Stan heeft de crypte omgebouwd tot een verzekeringskantoor. - een veerboot: Deze wordt bestuurd door de "Flying Welshmen" en vaart tussen "Blood Island" en "Skull Island". Omwille van de dichte mist is de reis zeer gevaarlijk om verloren te varen. | Ongekend, maar mogelijk privé-eigendom van The Goudsoup Family |
| Monkey Island  | LeChuck heeft op Monkey Island het pretpark “Carnival of the Damned” gebouwd. Daar staat een achtbaan dewelke piraten door een lavastroom brengt waardoor zij ondoden worden. | Geen                                                           |
| Plunder Island | Op dit eiland wonen voornamelijk gepensioneerde piraten met hun familie. Het eiland zit ook boordevol kippen. De belangrijkste locaties: - De stad Puerto Pollo met - Barbery Coast: een kapperszaak uitgebaat door Haggis McMutton, Cutthroat Bill en Edward Van Helgen. - cultureel centrum: men repeteert momenteel voor een toneelstuk in de stijl van Shakespeare. - Kenny Falmouth's shop: Kenny is een jonge ondernemer die voornamelijk geweren, kanonnen en munitie verkoopt. - Blondebeard's Chicken Shoppe: een kippenwinkel. - Voodoo 'n' Things: een voodoo-winkel uitgebaat door de Voodoo-dame. - Brimstone Beach Club and Smorgy: een zwemclub voor rijke, gepensioneerde piraten. - Danjer Cove: een kleine baai waar soms piraten aanmeren. Het is een gevaarlijke plaats met giftige planten, drijfzand en mensetende slangen. - Een veld waar men aan paalwerpen doet.                                                         | Elaine Marley                                                  |
| Skull Island   | Een grote rots in de vorm van een eendenhoofd niet ver van de kust van Blood Island. Het is een verblijfplaats van smokkelaars. Het eiland is enkel bereikbaar via een smalle veerboot die wordt bestuurd door een geest. | Geen                                                           |

### Escape from Monkey Island
| Eiland           | Omschrijving | Bestuur |
| ---------------- | --- | --- |
| Jambalaya Island | Op dit eiland liggen de onderdelen van de krachtige voodoo-talisman: "The Ultimate Insult" (="De ultieme belediging"). Gouverneur "zotte admiraal Casaba" werd paranoide van alle piraterij en had niet door dat Ozzie Mandril de macht heeft overgenomen. Sindsdien is het een verblijfplaats voor toeristen. Belangrijkste locaies: - Planet Threepwood: een restaurant dat hulde brengt aan Guybrush, hoewel niemand weet wie Guybrush is of hem (her)kent - Starbuccaneer's: een kleine pub met een mechanische stier voor rodeo-wedstrijden - de grootste artificiële duikplank in de wereld. | - Voor EMI: Admiraal Casaba - Tijdens EMI: Ozzie Mandril - Na EMI: Ongekend                                                                          |
| Knuttin Atoll    | Een klein atol aan de kust van Jambalaya Island. Het is een donkere plaats waar piraten niet in groep durven samenkomen uit vrees dat gouverneur Casaba een kanonbal op hen afvuurt omwille van samenzwering. Op dit eiland heeft Ozzie Mandril ook een school opgebouwd om piraten om te scholen tot brave burgers. | - Voor EMI: Admiraal Casaba - Tijdens EMI: Ozzie Mandril - Na EMI: Ongekend                                                                          |
| Lucre Island     | Op dit eiland is er - De Tweede Bank van Lucre waar de bruidsschatten van de familie Marley in een kluis zijn opgeborgen - het advocatenkantoor van de familie Marley - een aasshop om onder andere visgerief en vismaden te kopen - een winkel voor protheses - een parfumerie | - Voor EMI: Ongekend - Tijdens EMI: Ozzie Mandrill - Na EMI: Ongekend                                                                                |
| Mêlée Island     | Belangrijkste locaties: - De tuin van de ambtswoning van de gouverneur - De SCUMM-bar dewelke na overname wordt hernoemd naar LUA-bar | Niemand, Elaine Marley werd doodverklaard tijdens haar huwelijksreis. Er zijn nu gouverneursverkiezingen met Charles L. Charles als enige kandidaat. |
| Monkey Island    | De belangrijkste locaties - De woonplaats van Herman Toothroth die - nadat hij zijn geheugen terugkrijgt - de grootvader van Elaine blijkt te zijn. - Enkele locaties in het oerwoud waar Guybrush "Monkey Kombat" leert - Het apenhoofd | Niemand |

### Tales of Monkey Island
In Tales of Monkey Island wordt nergens iets vermeld hoe de eilanden worden bestuurd.
| Eiland         | Omschrijving |
| -------------- | --- |
| Boulder Beach  | Een klein eiland bekend om zijn strand met kleine rotsen. |
| Brillig Island | Een klein eiland bestaande uit een strandje met palmbomen. |
| Flotsam Island | Een eiland bekend vanwege zijn unieke wind. Deze gaat steeds landinwaarts en is zo sterk dat uitvaren onmogelijk is. Eenmaal beland op Flotsam, geraak men er via een schip niet meer weg. De kust rond het eiland bestaat uit zeer scherp koraal waardoor schepen averij oplopen. Op Flotsam Island vind je: - een haven waar het schip Screaming Narwhal ligt waarvan Reginal van Winslow kapitein is. - een strand met enkel wrakstukken van schepen en sloepen - het huis van dokter Markies de Singe - Club 41: een bar die men enkel kan betreden als men een lidkaart hebt. - de drukkerij waar de lokale krant wordt gedrukt - een winkel waar men kristal verkoopt - een gerechtsgebouw - een gevangenis - een hut waarin de voodoo-dame een praktijk heeft - De rest van het eiland bestaat uit oerwoud met oude ruïnes en artefacten van de Vaycaylianen om de windgoden te eren. |
| Isle of Ewe    | Een klein eiland met enkel een strandje. "Isle of Ewe" wordt hetzelfde uitgesproken als "I Love You" (= ik hou van u) |
| Rock of Gelato | Dit is een klein eiland met een hoge rots en zandstrand. LeChuck tracht hier in het begin van TMI een verboden voodoo-ritueel uit te voeren op apen die hij heeft ontvoerd. |
| Roe Island     | Een klein eiland waar Coronado de Cava heeft gewoond tijdens zijn zoektocht naar La Esponja Grande. |
| Spinner Cay    | Het hoofdeiland en epicentrum van de Vaycaylianen. Ze weten hoe La Esponja Grande kan gevonden worden. (de voodoo-spons die Guybrush moet zoeken). |
| Spoon Isle     | Dit eiland heeft net zoals Flotsam Island een oerwoud en Vaycayliaanse ruïnes. Er is geen centrum en geen sterke inlandse wind. |

### Return to Monkey Island
| Eiland           | Omschrijving | Bestuur          |
| ---------------- | --- | ---------------- |
| Barebones Island | Schuilplaats van Ned, een kompaan van Stan, die vreest dat hij levenslang zal krijgen indien hij gevat wordt wegens allerhande vormen van fraude. | Niemand          |
| Brr Muda         | Een ijzig eiland met als belangrijkste locaties: - het koninklijk paleis - een gevangenis - een stadscentrum waar een rechtbank is | Koningin Ordina  |
| Monkey Island    | | Niemand          |
| Mêléé Island     | De belangrijkste locaties op dit eiland zijn - Het pretpark: dit is waar Guybrush zijn verhaal aan Boybrush vertelt - De uitkijkpost - Scumm-bar - International House of Voodoo & Things uitgebaat door de Voodoo-dame - Een viswinkel - Een slotenmaker - Een museum met allerhande artefacten waarvan de meeste gerelatteerd zijn aan Guybrush Threepwood, maar door de conservator wordt weerlegd. - Maps-n-More: de kaartenwinkel van Wally B. Feed - De gevangenis - De ambtswoning van gouverneur Carla - Een slotenmaker - De woning van Widey Bones dewelke zich boven de gesloten gereedschapwinkel bevindt - De restanten van Stan's-reeds-gebruikte-boten-winkel | Gouverneur Carla |
| Scurvy Island    | Een eiland waar men limoenen kweekt als remedie tegen schurft | Ongekend         |
| Terror Island    | Een eiland dat iedereen tracht te vermijden: er groeien al dan niet vleesetende planten, paddenstoelen, bomen, ... Er is ook een mysterieus grottensysteem waarin Guybrush komt vast te zitten in een diepe put waar hij Herman Toothroth ontmoet. | Ongekend         |

## Algemene/Wederkerende elementen
| Element                                                                               | Omschrijving |
| ------------------------------------------------------------------------------------- | --- |
| Big Whoop                                                                             | Big Whoop wordt aangekondigd als de grootste piratenschat die er bestaat. - MI2: als einddoel van een queeste. Guybrush belandt hierdoor in het pretpark "Carnival of the Damned". Wat "Big Whoop" werkelijk is, wordt niet onthuld. - CMI: Hier wordt onthuld dat "Big Whoop" de naam is van een doorgang naar de hel. De toegangspoort is op Monkey Island. Via de poort komt men in een lavastroom die levenden omzet tot ondoden. Men bereikt de toegangspoort via de attractie "Rollercoaster of the Dead", welke staat in het pretpark "Carnival of the Damned". Big Whoop is een Engelstalige uitdrukking en wordt gebruikt in de context van: "hoge verwachtingen, maar grote tegenvaller". In de intro van CMI zegt Guybrush ook: "I was expecting so much more from Big Whoop, and felt so let down" (vrij vertaald: Ik verwachtte zo veel meer van Big Whoop, maar het heeft me zo teleurgesteld) |
| Carnival of the damned                                                                | Het pretpark van LeChuck dat hij gebouwd heeft als ontspanning voor zijn ondode leger. - MI2: op het einde van het spel ziet men in de achtergrond een pretpark staan. Hoewel het niet specifiek wordt vermeld, mag ervan worden uitgaan dat dit "Carnival of the Damned" is. - CMI: In het begin van het spel zit Guybrush in een botsauto die op zee drijft. Guybrush zegt dat hij uit het pretpark is ontsnapt. Op het einde van het spel belandt Guybrush terug in het pretpark. LeChuck tracht om van Guybrush een ondode te maken en zet hem in de attractie "Rollercoaster of the Dead" waarvan de rails door "Big Whoop" gaan. - TMI: Murray vertelt aan Guybrush dat het pretpark werd vernietigd. |
| Giant Monkey Head                                                                     | Monument in de vorm van een apenhoofd dat zich op "Monkey Island" bevindt - SMI: Secret verwijst naar de doorgang tot de Caverns of Meat. Deze "ondergrondse spelonken van vlees" leidden naar de verbergplaats van LeChuck. - CMI: als onderdeel/replica in de achtbaan "Ride of the Death" dewelke mensen transformeert naar levende skeletten wanneer ze door de lava-rivier van Big Whoop zijn gegaan. - EMI: als onderdeel van een reuzerobot die energie krijgt via stoom en pedalen aangedreven door apen dankzij de kracht van "de ultieme belediging" |
| Grog                                                                                  | Grog is de favoriete piratendrank. De drank is zuur genoeg om bekers en metaal te doen oplossen. Het wordt verkocht in de "Scumm bar", verkoopautomaten, .... Het bevat onder andere: kerosine, propyleen, namaakzoetstoffen, zwavel, rum, aceton, zuur van batterijen, verf, metaal, vet en pepers. |
| I sell these fine leather jackets                                                     | Een slagzin die Guybrush in alle spellen regelmatig kan zeggen. Het is een verwijzing naar Indiana Jones. vertaald: ik verkoop deze mooie lederen jassen |
| Insulting ...                                                                         | Dit zijn wedstrijden waarin de tactiek niet gebonden is aan het gevecht, maar wel op de tekst (beledigingen). Afwisselend zegt Guybrush of de tegenstander een belediging. Als het gegeven antwoord de beledigingen enkele keren overtreft, wint men. Voorbeeld tegenstander: "You fight like a dairy farmer" (Je vecht als een melkboer) → Antwoord: "How appropriate, you fight like a cow" (Zeer toepasselijk, jij vecht als een koe) Voorbeeld tegenstander: "Have you stopped wearing diapers yet?" (Ben je al gestopt met luiers te dragen?) → Antwoord: "Why, did you want to borrow one?" (Waarom? Wilde je er eentje lenen?) - SMI: Insulting Sword Fighting (zwaardvechten) - CMI: Insulting Arm Wrestling (armworstelen) en Insulting Pirating (schepen overvallen om hun buit te roven) - EMI: Monkey Combat is een soort van parodie op Mortal Kombat. Het principe is gedeeltelijk gebaseerd op het spel blad-steen-schaar. Het wordt gespeeld door de apen op Monkey Island. De aap zegt een woordenreeks, de tegenstander moet de woordenreeks kunnen overtreffen. - TMI: Insulting Faces (gekke gezichten tonen) |
| I am Guybrush Threepwood, Mighty Pirate! It's me, Guybrush Threepwood, Mighty Pirate! | Ik ben Guybrush Threepwood, een fantastische piraat! Ik ben het, Guybrush Threepwood, een fantastische piraat Is een van de slagzinnen die Guybrush in alle spellen regelmatig zegt. De pyrieten papegaai neemt deze slagzin van hem over in "Tales of Monkey Island" - TMI: Guybrush vermeldt dat hij het ondertussen beu is om deze slagzin telkens te zeggen wanneer hij zich moet voorstellen. |
| La Esponja Grande                                                                     | TMI: een voodoo-zeespons die Guybrush moet zoeken. De spons kan iedereen genezen die geïnfecteerd is met "de pokken van LeChuck" |
| Look behind you! A three-headed monkey!                                               | Kijk achter je! Een aap met drie hoofden! Dit is een slagzin die Guybrush in alle delen op één of meerdere plaatsen kan gebruiken. Hij tracht hierbij de aandacht van de andere personen af te leiden wat niet altijd lukt. Soms wordt het woord "monkey" vervangen door een ander dier. - SMI: Guybrush zegt deze zin wanneer er daadwerkelijk een aap met drie hoofden verschijnt, maar kan de aandacht van de andere personen niet afleiden naar die aap. |
| Pieces o' eight                                                                       | De munteenheid die op de meeste plaatsen in de diverse spellen wordt gebruikt. |
| Pyrite Parrot                                                                         | TMI: een papegaai uit pyriet waardoor deze een goudkleur heeft. Guybrush vindt dit attribuut bij de voodoo-dame. Zij had dit nodig voor een voodoo-ritueel, maar door een stommiteit van Guybrush is het voorwerp voor haar niet meer bruikbaar en zegt het enkel nog "It's me, Guybrush Threepwood, Mighty Pirate". |
| Rollercoaster of the Dead                                                             | Dit is een achtbaan in het attractiepark "Carnival of the Damned". Naast het gewone traject kunnen de rails zo verzet worden dat deze een ander spoor vormt. Een van die sporen gaan door "Big Whoop" waardoor de passagiers ondoden worden. |
| Root beer                                                                             | Root beer is een bestaande frisdrank die vooral in Noord-Amerika bekend is. In Monkey Island wordt de frisdrank in zowat elk deel gebruikt als ingrediënt van voodoo-recepten om LeChuck, geesten, demonen, ... te vernietigen. |
| Rubber chicken with a pulley in the middle                                            | - SMI: met "de rubberen kip met een hendel in het midden" kan men over de katrol tussen "Mêlée Island" en "Hook Island" - Andere spellen: Dit item wordt regelmatig vermeld als grap |
| SCUMM                                                                                 | Dit is een regelmatig gebruikt woord in de Monkey Island-spellen, meestal in combinatie met een ander woord zoals "Scumm Bar". SCUMM is afkomstig van de interface waarmee de eerste drie delen van Monkey Island zijn gemaakt. |
| The Pox of LeChuck                                                                    | TMI: De "pokken van LeChuck" is een besmettelijke ziekte. Via een mislukt voodoo-ritueel heeft Guybrush ervoor gezorgd dat al het kwade uit LeChuck is verdreven. Het kwade zit nu in de lucht rond de Caraïben in de vorm van een pokkenwolk waardoor de inwoners besmet geraken en zo "het kwade van LeChuck" overnemen. |
| This is the second largest object I have ever seen                                    | "Dit is het tweede grootste object dat ik ooit heb gezien waarbij object wordt vervangen door een ander woord. |
| Voodoo en consorten                                                                   | Voodoo is in heel de reeks een centraal thema. Veel situaties ontstaan door ofwel LeChuck (een expert in Zwarte Magie) of door een stommiteit van Guybrush. Guybrush tracht dit meestal op te lossen met eerder Witte magie. Aangezien hij geen kennis heeft van voodoo, krijgt hij meestal van de Voodoo-dame of een ander personage instructies hoe de slechte vloek/situatie op te lossen. Met de voodoo-mix die de echte/originele ingrediënten bevat, gebeurt over het algemeen wel iets waardoor dit onbruikbaar wordt. Guybrush tracht de voodoo-mix dan na te maken met vergelijkbare ingrediënten. Zijn mix doet uiteindelijk wel iets, maar is minder krachtig. |

## Het "echte geheim" van Monkey Island volgens Ron Gilbert
Guybrush Threepwood is op zoek naar "het echte geheim van Monkey Island". Er zijn al enkele geheimen naar boven gekomen zoals
- SMI: de ondergrondse levende spelonken
- MI2: het geheim is hier "Big Whoop". Dit is een onderdeel van het geheim, maar wordt in dit deel niet vrijgegeven.
- CMI: als "Big Whoop": de doorgang en lavastroom die mensen omzet naar geesten
- EMI: als onderdeel van "The Ultimate Insult"
- RMI: een T-shrt dat Guybrush vindt op het einde van het spel

In interviews uit onder andere 2004 en 2006 verklaarde Ron Gilbert dat het spel oorspronkelijk uit drie delen zou bestaan en dat hij de enige is die "het echte geheim" weet. Gilbert verliet LucasArts na het tweede deel en "The Real Secret" in EMI is niet wat Gilbert voor ogen had (het apenhoofd is een controlekamer van een robot)
Na het uitbrengen van "Return to Monkey Island" verklaarde Ron Gilbert dat hij reeds in 1988 het echte geheim had bedacht: alles speelt zich af in een groot pretpark. Daarom hebben de eerste twee delen bewust subtiele hints zoals de anachronsimes en de verkoopautomaten. Ook "Return to Monkey Island" begint en eindigt in een pretpark. Volgens Gilbert is daarmee voor hem het verhaal van "het echte geheim" ook af, maar maakt de opmerking dat er wellicht in de toekomst nog Monkey Island-spellen uitkomen met al dan niet zijn medewerking.